# Megalota purpurana
Megalota purpurana is een vlinder uit de familie bladrollers (Tortricidae). De wetenschappelijke naam voor deze soort is voor het eerst geldig gepubliceerd in 2004 door Aarvik.
De soort komt voor in tropisch Afrika.